# Tetrapterys pusilla
Tetrapterys pusilla är en tvåhjärtbladig växtart som beskrevs av Julian Alfred Steyermark. Tetrapterys pusilla ingår i släktet Tetrapterys och familjen Malpighiaceae. Inga underarter finns listade i Catalogue of Life.